# 白俄罗斯人
白俄罗斯人（羅馬化：biełarusy），又譯白羅斯人，是东斯拉夫人的一支，主要居住在白俄罗斯，近1,000万人，在世界其他地方也分布着不少白俄罗斯人，其总人口约1,500万人。许多学者认为，现代白俄罗斯人的祖先在六世纪至八世纪期间定居在现在的白俄罗斯地区。

## 语言
白俄罗斯的两种官方语言分别是白俄罗斯语和俄语。俄语是使用最多的语言，使用人数占总人口的72%，而只有11.9%的人在日常生活中使用白俄罗斯语。根据一项研究，29.4%的人能流利读写白俄罗斯语，52.5%的人会说和读，8.3%的人可以理解白俄罗斯语，但无法说或读，而7%的人只能够理解白俄罗斯语中与俄语相近的部分话语。